# كارلوس سمال
كارلوس سمال (بالإسبانية: Carlos Small) (13 مارس 1995 بكولون (بنما) في بنما - ) هو لاعب كرة قدم بنمي في مركز الهجوم. لعب مع جوريا لانتشخوتي ‏.

## روابط خارجية
- كارلوس سمال على موقع إي إس بي إن إف سي (الإنجليزية)
- كارلوس سمال على موقع قاعدة بيانات كرة القدم.إي يو (الإنجليزية)
- كارلوس سمال على موقع ناشيونال فوتبول تيمز (الإنجليزية)
- كارلوس سمال على موقع Soccerbase.com (لاعب) (الإنجليزية)
- كارلوس سمال على موقع Soccerway.com (الإنجليزية)
- كارلوس سمال على موقع عالم كرة القدم.نت (الإنجليزية)